# Amédée de Coligny
Pour les autres membres de la famille, voir Maison de Coligny.
Amédée de Coligny, seigneur de Coligny-le-Vieux, de Chevreaux, de Jasseron et de Saint-André.
- Le 23 juillet 1188, dans un acte où Humbert de Thoire donne en propriété à l’Empire (puis reçoit en fief) plusieurs choses qu’il avait en alleu, est cité Amédée de Coligny : celui-ci tient de ce même Humbert la moitié du château de Saint-André et la quarte partie de Varey, ainsi que d’autres choses dans la paroisse de Poncins.
- Il confirma l’an 1206 les libertés données par ses pères à l’abbaye du Miroir. La même année, il assista avec son frère Humbert à la concession que Guillaume comte de Vienne et de Mâcon fit en faveur des religieux du Miroir, d’une montée de muire en la saulnerie de Salins.
- L’an 1210, il céda à l’Église Saint-Pierre de Mâcon tout ce que lui et ses frères avaient au village de Jayat.
- Humbert de Coligny, seigneur d’Andelot, son frère, étant décédé l’an 1211, il se rendit le jour-même en l’abbaye du Miroir, où il fit divers dons pour le repos de son âme, en présence de son frère Manassès; il scella cet acte d’un sceau où il est représenté à cheval, portant un glaive nu et un écu sur lequel se voit une aigle couronnée, vols abaissés.
- En 1222, il fit connaître l’accord conclu entre l’abbé de ce monastère, et Béatrice de Coligny dame de Montmoret sa sœur; cet acte fut scellé avec sceau et contre-sceau, portant une aigle comme ci-devant. Il engagea une partie de la seigneurie de Jasseron à l’abbé de Saint-Oyen de Joux.